# Pentagon-bygningen
Pentagon-bygningen er USA's forsvarsministeriums administrationsbygning i Arlington i staten Virginia ved forbundshovedstaden Washington D.C..
Bygningen er navngivet efter betegnelsen for dens femkantede form, pentagon. Grundstenen blev nedlagt den 11. september 1941. Den blev indviet 15. januar 1943 og er verdens største kontorbygning med omkring 26.000 ansatte.
Som led i angrebene den 11. september 2001 ramte et passagerfly, American Airlines Flight 77, vestfløjen i bygningen, som på daværende tidspunkt var under renovering, hvorved dele af den styrtede sammen og dræbte 125 mennesker ud over de 64 ombordværende i flyvemaskinen. I alt døde der 189.[kilde mangler]